# Tombe de Lyson et Calliclès
La tombe de Lyson et Calliclès (en grec moderne : Τάφος Λύσωνος και Καλλικλέους) est un tombeau macédonien de la période hellénistique situé à Lefkádia (ancienne Miéza), près de Náoussa, en Grèce. Réputé pour la qualité de sa décoration peinte, le monument est daté entre la fin du IIIe siècle av. J.-C. et la première moitié du IIe siècle av. J.-C. Il est distant de la tombe du jugement et de la tombe des palmettes de moins d'un kilomètre.

## Description
La tombe de Lyson et Calliclès est composée d'une façade ornée de rosettes et couronnée d'un fronton coiffé d'acrotères, dans le prolongement de laquelle se situent deux chambres orientées nord-sud (une antichambre et une chambre funéraire), recouvertes d'un tumulus de terre. La maçonnerie est constituée de pierres calcaires locales.

### Antichambre
L'antichambre au toit plat, de proportion anormalement réduite par rapport à la chambre funéraire, mesure 0,89 m de large et 0,86 m de long,. Le mur latéral gauche est couvert d'une représentation d'un perirrhanterion, un bassin sur pied destiné à l'ablution, tandis que le mur latéral gauche est orné d'une fresque représentant un autel, surmonté d'une cimaise ionique, autour duquel s'enroule un serpent noir,. Le linteau de la porte en marbre séparant l'antichambre de la chambre funéraire affiche une inscription mentionnant les noms des premiers occupants de la tombe : Lyson et Calliclès, fils d'Aristophane.

### Chambre funéraire

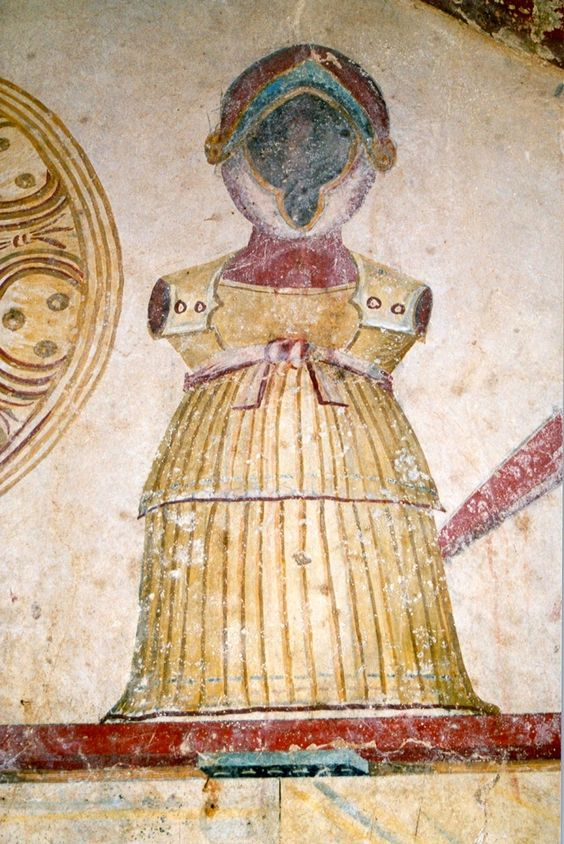
Peinture d'une cuirasse macédonienne sur le mur sud de la chambre funéraire.

La chambre funéraire, au toit voûté, mesure 3,05 m de large, 3,95 m de long et 1,95 m de haut,. Elle présente un ensemble de trompe-l'œil formant des pilastres ioniques surmontés d'une architrave dorique à mutules et gouttes, au-dessous de laquelle court une guirlande de myrte en feston entrecoupée de bandelettes et de grenades,. Le style architectural des peintures murales, utilisant des principes de la perspective, présente d'importantes similitudes avec le deuxième style pompéien,, observable notamment dans les villas romaines de Boscoreale (en).
Les peintures les plus remarquables de la tombe constituent des représentations d'armes et d'armures macédoniennes dans les zones semi-circulaires sommitales de la chambre funéraire. Un bouclier, orné d'un soleil de Vergina sur fond bleu et entouré d'une couronne blanche sur fond rouge, occupe le centre de la partie haute du mur septentrional. Sous le bouclier sont figurés deux cnémides, un casque phrygien à gauche et un casque attique à droite. L'ensemble est flanqué de deux épées représentées comme suspendues à des clous dans le toit. Sur le mur d'en face, au-dessus de la porte donnant sur l'antichambre, figure un bouclier de conception différente. En effet, l'armure présente quatre cercles centraux entourés d'un anneau de points et de huit cercles plus petits à trois bandes, chacun contenant trois points. Cette représentation de bouclier est courante sur la monnaie des rois antigonides de Macédoine. Le bouclier est flanqué de deux cuirasses surmontées d'un casque et de deux épées suspendues à des clous. Le plafond de couleur rouge et jaune est vraisemblablement la représentation d'une étoffe tissée. La décoration peinte souligne le statut aristocratique de Lyson et Calliclès et leur fonction éminente dans l'infanterie macédonienne.
La chambre funéraire comporte, sur les murs latéraux et le mur nord, vingt-deux niches carrées réparties sur deux rangées destinées à accueillir les cendres et les offrandes de crémation des défunts de la famille d'Aristophane. Dix-sept noms sont inscrits au sommet des emplacements, sur quatre générations,.

## Histoire
Découverte par hasard en 1942, la tombe de Lyson et Calliclès a été fouillée par l'archéologue grec Charálambos Makarónas (el). Bien que pillé, le monument présente un exceptionnel état de conservation. Une étude complète a été réalisée par Stella G. Miller en 1993. En 1962, le monument a bénéficié d'un classement au titre des sites archéologiques de Grèce, une protection renouvelée et étendue en 2012. Une structure métallique a été construite au-dessus de la tombe en 1999 pour protéger le monument des éléments météorologiques. Le lieu n'est pas accessible au public.